# 稲垣成弥
稲垣 成弥（いながき せいや、1990年5月11日 - ）は、日本の俳優。北海道滝川市出身。現在は株式会社APSARA所属。北海道滝川西高校卒業。

## 人物
- 特技：硬式テニス・水泳・バスケットボール。
- 趣味：映画鑑賞・トロンボーン・写真。
- 脚の長さ（腰骨から計測）：117cm
- 肩幅:48cm
- 胸囲:102cm
- 股下:100.5cm
- スイーツ全般を好む。ただし、「ようかんはたくさん食べられない」[1]
- 好きな味噌汁の具：なめこ
- 小学6年生の頃、身長は174cmあったらしい。

## 出演

### 舞台・ミュージカル
- ミュージカル『テニスの王子様』2ndシーズン - 乾貞治 役
  - SEIGAKU Farewell Party（2012年）
  - 青学vs比嘉（2012年 - 2013年）
  - Dream Live 2013（2013年）
  - 全国大会 青学vs氷帝（2013年）
  - 青学vs四天宝寺（2013年 - 2014年）
  - 春の大運動会 2014（2014年）
  - 全国大会 青学vs立海（2014年）
  - Dream Live 2014（2014年）
- ヘブンイレブン!（2015年） -  佐伯慎之介 役
- ネバー×ヒーロー（2015年） -  リポーター平岡 役
- 真っ白な図面とタイムマシン（2015年） -  森鉄平 役 ※主演
- 僕らの深夜高速（2015年） -  小西康文 役
- この作品はフィクションであり、実在する人物、団体等とは一切関係ありません2（2015年） -  貝塚 秀人 役
- ミュージカル『青春-AOHARU-鉄道』- 宇都宮線 役
  - 青春-AOHARU-鉄道（2015年）
  - 青春-AOHARU-鉄道2 〜信越地方よりアイをこめて〜（2016年）
  - 青春-AOHARU-鉄道3 〜延伸するは我にあり〜（2018年）
  - 青春-AOHARU-鉄道 〜すべての路は所沢へ通ず〜（2019年） - レオライナー 役
  - 青春-AOHARU-鉄道 コンサート Rails Live 2019
  - 青春-AOHARU-鉄道4 〜九州遠征異常あり〜（2021年） - 宇都宮線 / 山陰本線 役
  - 青春-AOHARU-鉄道5〜鉄路にラブソングを〜 （2023年） - 宇都宮線 （東北本線）役
  - 青春-AOHARU-鉄道 コンサート Rails Live 2025（2025年公演予定） - 宇都宮線（東北本線） / 山陰本線 役[2]
- 薄桜鬼SSL 〜sweet school life〜 THE STAGE（2015年） - 原田左之助 役
- saigoノbansan（2016年） - 米倉 功 役
- 朗読劇『雲は湧き、光あふれて』（2016年）
- 闇狩人（2016年） - 入江優 役
- 僕らのピンク スパイダー（2017年） -  池野翔一 役
- 劇団ホチキス『PTA』（2017年） - 等々力健一 役
- 超！脱獄歌劇「ナンバカ」（2017年） - 五代大和 役
- 舞台「ひらがな男子」（2018年） - た 役
- 「サギムスメ2018」人生晴れたり曇ったり（2018年） - 松浪昌太郎 役
- 家庭教師ヒットマンREBORN! the STAGE - 柿本千種 役
  - 家庭教師ヒットマンREBORN! the STAGE（2018年）[3]
  - 家庭教師ヒットマンREBORN! the STAGE -vs VARIA part II-（2020年） - 映像出演
- 舞台「遙かなる時空の中で3」（2018年） - 白龍 役
- MANKAI STAGE『A3!』 - 伏見臣 役
  - 〜AUTUMN & WINTER 2019〜（2019年）
  - 〜AUTUMN 2020〜（2020年）
  - 〜WINTER 2020〜（2020年）
  - 〜Four Seasons LIVE 2020〜（2020年）
  - 〜WINTER 2020〜（2021年）
  - Troupe LIVE〜AUTUMN 2021〜（2021年）[4]
  - ACT2! 〜AUTUMN 2022〜（2022年）
  - ACT2! 〜WINTER 2023〜（2023年）映像出演[5]
  - ACT2! 〜AUTUMN 2023〜（2023年）[6]
  - 〜Four Seasons LIVE 2024〜（2024年）[7]
  - ACT3! 〜2025〜（2025年）[8]
- 舞台「DYNAMIC CHORD the STAGE」（2019年） - Kuro 役
- 舞台「FACE of TAILS （フェイスオブテイルス）」（2019年） - 小山内亮 役 ※主演
- MISSION IN B.A.C. THE STAGE（2019年）
- フォトシネマ朗読劇『HARAJUKU〜天使がくれた七日間〜』（2019年） - 英雄 役
- 舞台「Three Rage」（2019年） - 荻田綱久 役
- 舞台『マジシャンズ・イン・サカーランド 〜Magicians In Suckerland〜』（2019年） - TEAM◆ イルカ 役 ※W主演
- 舞台劇「からくりサーカス」〜デウス・エクス・マキナ（機械仕掛けの神）編〜（2019年） - カピタン・グラツィアーノ 役
- 劇メシ-BetsuBara-『ハイイロキツネは二度遠吠う』東京公演（2019年）
- ロマンティックラブコメディー「グッバイ・チャーリー」 東京・大阪公演（2020年）
- 通りすがりのYouTuber（2020年）
- 朗読劇「朝彦と夜彦 1987」（2020年）
- BARREL Produce Vol.2「99（ナインティナイン）」（2021年）
- 方南ぐみ企画公演朗読劇「あの空を忘れない」（2021年）
- Paradox Live on Stage - 征木北斎 役
  - Paradox Live on Stage（2021年）
  - Paradox Live on Stage THE LIVE 〜cozmez×悪漢奴等〜（2022年）
  - STAGE FES 2022-2023（2022年）[9]
  - Paradox Live on Stage vol.2（2023年）
- 方南ぐみ企画公演2022「伊賀の花嫁 THE FINAL ここにいるぜぇ編 冬の大運動会」（2022年）[10]
- 舞台「フルーツバスケット」（2022年） - 草摩藉真 役[11]
  - 舞台「フルーツバスケット The Final」（2024年） - 映像出演[12]
- 演戯『ヴィジュアルプリズン』ー月世饗宴ー（2022年） - ディミトリ・ロマネ 役[13]
- 東映ムビ×ステ 舞台「死神遣いの事件帖 -幽明奇譚-」（2022年） - 市村松之助 役
- 舞台「炎炎ノ消防隊」 - カロン 役
  - -地下からの奪還-（2022年）
  - -五つ目の柱-（2023年）[14]
- ミュージカル『チェーザレ 破壊の創造者』（2023年） - アンリ 役
- 夏の夜の夢（2023年） - ライサンダー 役[15]
- 方南ぐみ企画公演『帰ってこい! 伊賀の花嫁 その六』そうだ! We're Alive編（2024年）[16]
- Action Stage『エリオスライジングヒーローズ』（2024年） - キース・マックス 役 ※主演[17]
  - -THE NORTH-（2025年）[18]
  - -SUMMER FESTIAL-（2025年公演予定）[19]
- 舞台「パリピ孔明」（2024年） - 日替わりゲスト[20]
- 舞台「歌舞伎町シャーロック」（2024年） - 京極冬人 役[21]
- 舞台「ブロードキャスト」（2024年）[22]
- 舞台「RE:BIRTH」（2025年公演予定） - 宇柄杉 役※W主演[23][24]

### テレビドラマ
- 美咲ナンバーワン!!（2011年、日本テレビ） - 天見成弥 役
- 薄桜鬼SSL 〜sweet school life〜（2015年、TOKYO MX） - 原田左之助 役
- 弱虫ペダル Season2（2017年、BSスカパー!） - 館林元成 役
- Dr.らく朝笑いの診察室（2017年、日本テレビ） - 研修医 役
- リアルシチュエーションバラエティ「人狼男子」（2019年、TOKYO MX）
- ハンサムセンキョ（2020年、tvk） - 牧瑛士 役

### 映画
- 薄桜鬼SSL 〜sweet school life〜 THE MOVIE（2016年） - 原田左之助 役
- 霊眼探偵カルテット（2017年）
- 亜人（2017年）
- MISSION IN B.A.C THE MOVIE（2020年）
- MANKAI MOVIE『A3!』〜AUTUMN & WINTER〜（2022年） - 伏見臣 役

### WEB番組
- 稲垣成弥の他力本願（2019年5月25日 - 、ニコニコ生放送）
- 稲垣成弥のまずやる！チャンネル（2020年7月7日 - 、YouTube）

## 作品

### 写真集
- 稲垣成弥 1st写真集「Check」2021年3月24日発売

### シチュエーションCD
- 処方箋男子 Vol.6 樹蒼葉